# Un éléphant ça trompe
Cet article possède un paronyme, voir Un éléphant ça trompe énormément.
Un éléphant ça trompe est un roman publié en octobre 1968 par Frédéric Dard sous le nom de plume de San-Antonio, il est le 70e de la série  policière San-Antonio.
Chez l’éditeur Fleuve noir, il porte d’abord le numéro 697 de la collection « Spécial Police », puis en 1989 le numéro 38 de la collection « San-Antonio ».

## Couverture
- 1re édition de 1968  : illustration de Michel Gourdon
- 2e édition de 1975  : illustration Photo
- 3e édition de 1989  : illustration Photo
- 4e édition de 1996  : illustration de Marc Demoulin
- 5e édition de 2007  : illustration de François Boucq

## Titres des chapitres
| Chapitre premier | Qui n'a l'air de rien mais vous ne perdez rien pour attendre ! |
| Chapitre II      | Dans lequel ça n'est pas la fête de tout le monde              |
| Chapitre III     | Où il est fortement question d'une omelette à la Béru          |
| Chapitre IV      | Le coup de force de Marie-Marie                                |
| Chapitre V       | Marie-Marie n'a pas les yeux dans sa poche... revolver         |
| Chapitre VI      | Et pourtant c'est pas un rêve                                  |
| Chapitre VII     | Un procès qui donne envie de faire Kafka                       |
| Chapitre VIII    | La petite fille de l'air                                       |
| Chapitre IX      | Quand un flic devient mouton                                   |
| Chapitre X       | La ballade des dépendus                                        |
| Chapitre XI      | Les bons moments                                               |
| Chapitre XII     | Le vent tourne                                                 |
| Chapitre XIII    | Les bras m'en tombent                                          |
| Chapitre XIV     | Nous, vous nous connaissez ?                                   |
| Chapitre XV      | Béru, in extenso                                               |
| Chapitre XVI     | Quatre pas dans le passé                                       |
| Conclusion       |                                                                |

## Personnages
- Le commissaire San-Antonio.
- L'inspecteur Alexandre-Benoît Bérurier.

## Résumé
Bérurier décide de s'incruster quelques semaines chez le cousin de Berthe (sa femme), Évariste Plantin, récemment subrogé tuteur de Marie-Marie.

Celui-ci, éleveur de poules, est le maire de la commune Embourbe-le-Petit, village des Yvelines de 800 habitants.
 
Mais un mystère entoure ce Village : depuis plus d'un an, aucune naissance n'a eu lieu.
  
Le jour du jumelage de la commune avec le village anglais de Swell-the-Children, des cadavres sont découverts. San-Antonio sera conduit jusqu'en Angleterre pour mener l'enquête.